# 三ッ島 (対馬)
三ツ島（みつしま）とは対馬島の北に位置し、位置的に日本一韓国に近い島である。行政区分上は、長崎県対馬市に属する。
断崖絶壁の無人島で、島の中には三ツ島灯台がある。
同じ読みであるが、対馬に所在した旧下県郡美津島町とは関係ない。